# 변례집요
변례집요(邊例集要)는 임진왜란 후 일본과의 외교 창구였던 동래부사의 기록이다. 1598년(선조 31년)~1841년(헌종 7년) 사이 일본 사람들이 오고갔던 사항, 무역관계, 표류자 송환, 여러 규정과 조약에 관한 내용을 담고 있는 문집이다. 총 19권 19책으로 이루어진 필사본이자 외교실무집으로서 현재 서울대학교 규장각한국학연구원이 소장 중이다.

## 기록
- 소 요시노부: 《변례집요》권제1 별차왜(別差倭)조에 따르면 등영통(藤英通, 하마다 겐자에몬浜田源左衛門)이 조선에 와서 소 요시노부가 작성한 유언장과 유품을 가져왔다.